# 산개나리
산개나리 또는 북한산개나리는 개나리속에 속한 식물로, 나카이 다케노신이 명명한 분류군 중 하나이다.
개나리와 전반적인 형태가 비슷하고, 1919년과 1921년을 걸쳐 학명을 사용하기로 선언했으며, 1919년 명명 당시의 학명은 1921년 재명명된 학명과 다르다.

## 기타
- 특산식물 117호[3]